# 布济格
布济格（法語：Bouzigues，法語發音：[buziɡ]）是法国埃罗省的一个市镇，属于蒙彼利埃区。

## 地理
布济格（43°26'53"N, 3°39'29"E）面积3.05 平方千米，位于法国奧克西塔尼大區埃罗省，该省份为法国南部沿海省份，南濒地中海，西南接奥德省，西北接塔恩省和阿韦龙省，东北与加尔省接壤。
与布济格接壤的市镇（或旧市镇、城区）包括：巴拉吕克莱班、旧巴拉吕克、卢皮扬、普桑、塞特。

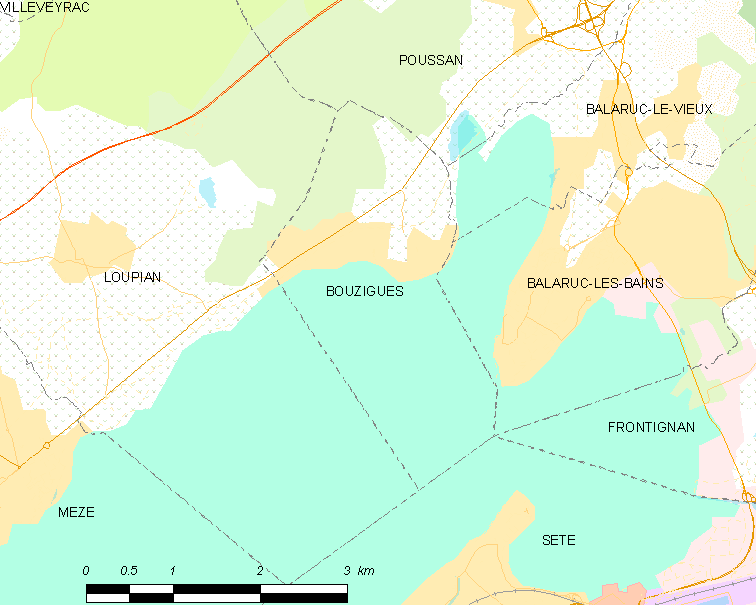
布济格的OSM定位图

布济格的时区为UTC+01:00、UTC+02:00（夏令时）。

## 行政
布济格的邮政编码为34140，INSEE市镇编码为34039。

## 政治
布济格所属的省级选区为梅兹县。

## 人口

1962-2008年间布济格人口变化图示

布济格于2022年1月1日时的人口数量为1613人。